# Hiroyuki Miyazawa
Hiroyuki Miyazawa (宮沢大志?, Miyazawa Hiroyuki; Tōkamachi, 12 ottobre 1991) è un fondista giapponese.

## Biografia
Attivo in gare FIS dal dicembre del 2009, Miyazawa ha esordito in Coppa del Mondo il 27 novembre 2011 a Kuusamo (85º), ai Campionati mondiali a Val di Fiemme 2013, dove si è classificato 24º nella sprint, 13º nella sprint a squadre e 8º nella staffetta, e ai Giochi olimpici invernali a Soči 2014, piazzandosi 13º nella sprint a squadre e 16º nella staffetta. Ai Mondiali di Falun 2015 è stato 40º nella 50 km, 25º nella sprint, 16º nella sprint a squadre e 12º nella staffetta, a quelli di Lahti 2017 37º nella 15 km, 22º nella sprint e 42º nello skiathlon, a quelli di Seefeld in Tirol 2019 26º nella 15 km, 27º nella sprint e 48º nello skiathlon e a quelli di Oberstdorf 2021 40º nella 15 km, 62º nell'inseguimento e 9º nella staffetta. L'anno dopo ai XXIV Giochi olimpici invernali di Pechino 2022 si è classificato 67º nella 15 km, 32º nella sprint e 10º nella staffetta.

## Palmarès

### Coppa del Mondo
- Miglior piazzamento in classifica generale: 82º nel 2017